# Ricky Knight
Ricky Knight er en britisk fribryder der også fungerer som wrestlingpromoter for forbundet, WAW. Ricky Knight er gift med Sweet Saraya, og er far til Zebra Kid og Zak Zodiac. 
I 2007 trænede Ricky Knight de danske wrestlere Chaos, Thorn, Kimball og Final Count.